# Phyllovates chlorophaea
Phyllovates chlorophaea es una especie de mantis de la familia Mantidae.

## Distribución geográfica
Se encuentra en Brasil, Costa Rica, Guatemala, Colombia, México, Panamá y Venezuela.